# Hugo Torres Ocampo
Hugo Ricardo Torres Ocampo (Ciudad de Guatemala; 9 de julio de 1945) es un exfutbolista guatemalteco que se desempeñaba como centrocampista.

## Trayectoria
Hizo la totalidad de su carrera en el Comunicaciones de su ciudad natal desde 1963. Se retiró de jugar terminando la Liga Nacional 1973.

## Selección nacional
Estuvo junto a Rolando Valdez, Armando Melgar, Ignacio González y David Stokes en el Torneo Juvenil de la Concacaf 1962, obteniendo el segundo lugar. Con la selección de Guatemala, en el Campeonato de Naciones de la Concacaf de 1967, jugó únicamente en la victoria ante Haití de 2-1 y terminó alzando el título de manera invicta.
Luego, jugó el Preolímpico de Concacaf de 1968, anotando el gol del empate a dos que mandó a prórroga el partido contra Costa Rica, que perderían por 3-2 pero se calificarían a los Juegos Olímpicos de México mediante una moneda.
Estuvo en el "campanazo" del torneo ante Checoslovaquia, porque lo ganaron por la mínima, cuando casi todos daban por favorito a los europeos. Fue expulsado a los 89 minutos y se perdió el juego ante Tailandia, que también se ganó por 4-1.
De ahí, fue titular en las derrotas contra la futura subcampeona y campeona Bulgaria y Hungría, terminando en la octava posición de dieciséis participantes.

### Participaciones en Juegos Olímpicos
| Torneo                   | Sede   | Resultado        |
| ------------------------ | ------ | ---------------- |
| Juegos Olímpicos de 1968 | México | Cuartos de final |

## Palmarés

### Títulos nacionales
| Título        | Equipo         | País      | Año     |
| ------------- | -------------- | --------- | ------- |
| Liga Nacional | Comunicaciones | Guatemala | 1968-69 |
| Copa Nacional | Comunicaciones | Guatemala | 1970    |
| Liga Nacional | Comunicaciones | Guatemala | 1970-71 |
| Liga Nacional | Comunicaciones | Guatemala | 1971    |
| Liga Nacional | Comunicaciones | Guatemala | 1972    |
| Copa Nacional | Comunicaciones | Guatemala | 1972    |

### Títulos internacionales
| Título                                | Equipo (*)     | País      | Año  |
| ------------------------------------- | -------------- | --------- | ---- |
| Campeonato de Naciones de la Concacaf | Guatemala      | Honduras  | 1967 |
| Copa Fraternidad Centroamericana      | Comunicaciones | Guatemala | 1971 |

(*) Incluyendo la selección.